# Зарапін Анатолій Петрович
Анатолій Петрович Зарапін (рос. Анатолий Петрович Зарапин нар. 13 червня 1947, Караганда Казахська РСР) — радянський футболіст, воротар, згодом — російський футбольний тренер. Чемпіон СРСР 1976 року (осінь). Майстер спорту СРСР.

## Професіональна кар'єра
Вихованець карагандинського футболу. З 1965 року був у заявці основного складу карагандинського «Шахтаря», в 1967 році зіграв перший матч за команду в другій союзній лізі. Всього зіграв за команду понад 100 матчів.
У 1972 році перейшов у московський «Локомотив», але не зміг стати гравцем основи, будучи третім воротарем після Золтана Мілеса й Ігоря Фролова. Єдиний матч за залізничників зіграв у Кубку СРСР 16 березня 1973 року проти «Дніпра».
З 1974 року виступав за московське «Торпедо». Дебютний матч за команду зіграв у Кубку СРСР 14 березня 1974 року проти запорізького «Металурга», а в чемпіонаті СРСР — 12 квітня 1974 року проти «Арарату». Не пропускав м'ячів у своїх перших п'яти матчах у складі автозаводців (3 — у Кубку та 2 — у чемпіонаті). Почавши сезон 1974 року як основний воротар, з червня поступився місцем у воротах Анатолію Єлізарову і був його дублером протягом наступних двох років. В осінньому сезоні 1976 року знову став основним воротарем і завоював разом з командою чемпіонський титул. У 1977 році став бронзовим призером чемпіонату та фіналістом Кубка країни. З 1979 року поступився місцем у воротах «Торпедо» В'ячеславу Чанову. Всього зіграв за команду 89 матчів у чемпіонатах СРСР, 19 матчів у Кубку країни і 6 матчів в єврокубках.
Наприкінці кар'єри зіграв п'ять матчів у вищій лізі за харківський «Металіст». У матчі з московським «Динамо» отримав травму руки, зіткнувшись з Валерієм Газзаєвим, і був змушений завершити кар'єру.
Після закінчення ігрової кар'єри працював тренером ДЮСШ московського «Торпедо», тренером воротарів у «Торпедо-ЗІЛ», «Хімках», московському і владимирському «Торпедо», нижегородській «Волзі».

## Особисте життя
Син Анатолій (нар. 1975) також був футболістом, грав на позиції воротаря за дубль «Торпедо» і клуби нижчих дивізіонів, згодом працював тренером воротарів.